# Vernet-la-Varenne
Vernet-la-Varenne foi uma comuna francesa na região administrativa de Auvérnia-Ródano-Alpes, no departamento Puy-de-Dôme. Estendia-se por uma área de 35,67 km². Em 2010 a comuna tinha 872 habitantes (densidade: 24,4 hab./km²).
Em 1 de janeiro de 2019, passou a formar parte da nova comuna de Le Vernet-Chaméane.